# Ламастр
Лама́стр (фр. и окс. Lamastre) — коммуна во Франции, находится в регионе Рона — Альпы. Департамент коммуны — Ардеш. Административный центр кантона Ламастр. Округ коммуны — Турнон-сюр-Рон.
Код INSEE коммуны — 07129.

## Климат
Климат умеренный. Зима холодная с частыми снегопадами, температура опускается до −10-12 °C. Весна мягкая, часто дождливая. Лето сравнительно тёплое. Осень очень дождливая, с частыми туманами.

## Население
Население коммуны на 2008 год составляло 2523 человека.
| 1962 | 1968 | 1975 | 1982 | 1990 | 1999 | 2008 |
| ---- | ---- | ---- | ---- | ---- | ---- | ---- |
| 3228 | 3247 | 3058 | 3007 | 2717 | 2467 | 2523 |

## Экономика
В 2007 году среди 1485 человек в трудоспособном возрасте (15—64 лет) 1034 были экономически активными, 451 — неактивными (показатель активности — 69,6 %, в 1999 году было 70,5 %). Из 1034 активных работали 908 человек (516 мужчин и 392 женщины), безработных было 126 (58 мужчин и 68 женщин). Среди 451 неактивных 103 человека были учениками или студентами, 185 — пенсионерами, 163 были неактивными по другим причинам.

## Достопримечательности
- Руины замка Пейшелар.
- Руины замка Ретуртур.
- Замок Урбийак.
- Церковь Сен-Домнен.
- «Ле-Шоп-дю-Мулен» — пивоварня, расположенная в старой мельнице.

## Известные уроженцы
- Сеньобос, Шарль (1854—1942) — французский историк.

## Фотогалерея
- Замок Урбийак
- Руины замка Пейшелар
- Руины замка Ретуртур
- Мэрия
- Карта коммуны